# Episodi di Casalingo Superpiù (prima stagione)
La prima stagione della serie televisiva Casalingo Superpiù è stata trasmessa in anteprima negli Stati Uniti d'America dalla ABC tra il 20 settembre 1984 e il 16 aprile 1985.
| nº | Titolo originale            | Titolo italiano | Prima TV USA      | Prima TV Italia |
| -- | --------------------------- | --------------- | ----------------- | --------------- |
| 1  | Pilot                       |                 | 20 settembre 1984 |                 |
| 2  | Briefless Encounter         |                 | 27 settembre 1984 |                 |
| 3  | Angela's First Fight        |                 | 23 ottobre 1984   |                 |
| 4  | Mona Gets Pinned            |                 | 30 ottobre 1984   |                 |
| 5  | A Rash Decision             |                 | 13 novembre 1984  |                 |
| 6  | Dinner for Two              |                 | 20 novembre 1984  |                 |
| 7  | Sorority Sister             |                 | 27 novembre 1984  |                 |
| 8  | Truth in Dating             |                 | 4 dicembre 1984   |                 |
| 9  | Sports Buddies              |                 | 11 dicembre 1984  |                 |
| 10 | Requiem                     |                 | 18 dicembre 1984  |                 |
| 11 | Samantha's Growing Up       |                 | 8 gennaio 1985    |                 |
| 12 | Paint Your Wagon            |                 | 15 gennaio 1985   |                 |
| 13 | Protecting the President    |                 | 22 gennaio 1985   |                 |
| 14 | Guess Who's Coming Forever? |                 | gennaio 1985      |                 |
| 15 | Angela's Ex (Part 1)        |                 | 5 febbraio 1985   |                 |
| 16 | Angela's Ex (Part 2)        |                 | 12 febbraio 1985  |                 |
| 17 | Eye on Angela               |                 | 19 febbraio 1985  |                 |
| 18 | Double Date                 |                 | 26 febbraio 1985  |                 |
| 19 | Tony's Father-in-Law        |                 | 5 marzo 1985      |                 |
| 20 | Just Like Tony              |                 | 12 marzo 1985     |                 |
| 21 | Keeping Up with Marci       |                 | 9 aprile 1985     |                 |
| 22 | First Kiss                  |                 | 16 aprile 1985    |                 |